# Dendromus lovati
Dendromus lovati là một loài động vật có vú trong họ Nesomyidae, bộ Gặm nhấm. Loài này được de Winton mô tả năm 1899.